# Resolutie 1668 Veiligheidsraad Verenigde Naties
Resolutie 1668 van de Veiligheidsraad van de Verenigde Naties werd unaniem door de VN-Veiligheidsraad aangenomen op 10 april 2006. De resolutie stond een van de rechters in het Joegoslavië-tribunaal toe de maximale termijn van drie jaren dienst te overschrijden om zijn zaak te kunnen uitzitten.

## Achtergrond
In 1980 overleed de Joegoslavische leider Tito, die decennialang de bindende kracht was geweest tussen de zes deelstaten van het land. Na zijn dood kende het nationalisme een sterke opmars en in 1991 verklaarde Bosnië en Herzegovina zich onafhankelijk. De Servische minderheid in het land kwam hiertegen in opstand en begon een burgeroorlog, waarbij ze probeerden de Bosnische volkeren te scheiden. Tijdens die oorlog vonden massamoorden plaats waarbij tienduizenden mensen omkwamen. In 1993 werd het Joegoslavië-tribunaal opgericht, dat de oorlogsmisdaden die hadden plaatsgevonden moest berechten.

## Inhoud
De Veiligheidsraad:
- Herinnert aan resolutie 1581 uit 2005.
- Neemt nota van de brief van de secretaris-generaal op 27 maart.
- Beslist te bevestigen dat rechter Joaquín Canivell de zaak Krajišnik tot het einde mocht uitzitten, hoewel zijn totale diensttijd bij het Joegoslavië-tribunaal daardoor de drie jaar zal overschrijven.
- Besluit op de hoogte te blijven.

## Verwante resoluties
- Resolutie 1639 Veiligheidsraad Verenigde Naties (2005)
- Resolutie 1660 Veiligheidsraad Verenigde Naties
- Resolutie 1764 Veiligheidsraad Verenigde Naties (2007)
- Resolutie 1775 Veiligheidsraad Verenigde Naties (2007)

Lijst ·  1652 ·  1653 ·  1654 ·  1655 ·  1656 ·  1657 ·  1658 ·  1659 ·  1660 ·  1661 ·  1662 ·  1663 ·  1664 ·  1665 ·  1666 ·  1667 ·  1668 ·  1669 ·  1670 ·  1671 ·  1672 ·  1673 ·  1674 ·  1675 ·  1676 ·  1677 ·  1678 ·  1679 ·  1680 ·  1681 ·  1682 ·  1683 ·  1684 ·  1685 ·  1686 ·  1687 ·  1688 ·  1689 ·  1690 ·  1691 ·  1692 ·  1693 ·  1694 ·  1695 ·  1696 ·  1697 ·  1698 ·  1699 ·  1700 ·  1701 ·  1702 ·  1703 ·  1704 ·  1705 ·  1706 ·  1707 ·  1708 ·  1709 ·  1710 ·  1711 ·  1712 ·  1713 ·  1714 ·  1715 ·  1716 ·  1717 ·  1718 ·  1719 ·  1720 ·  1721 ·  1722 ·  1723 ·  1724 ·  1725 ·  1726 ·  1727 ·  1728 ·  1729 ·  1730 ·  1731 ·  1732 ·  1733 ·  1734 ·  1735 ·  1736 ·  1737 ·  1738